# Apseudes spectabilis
Apseudes spectabilis är en kräftdjursart som beskrevs av Studer 1883. Apseudes spectabilis ingår i släktet Apseudes och familjen Apseudidae. Inga underarter finns listade i Catalogue of Life.